# Регент (хор)
Регент — керівник церковного хору.
Назва виникла в петербурзькій Придворній співацькій капелі. Регентами іменували досвідчених півчих, яким тимчасово доручали управління хорами в церквах придворного відомства.
Регентами називалися також випускники так званих регентських класів петербурзької співочої капели (регентські класи — перетворена в 1884 році музична школа при капелі), де вивчали елементарну теорію музики, сольфеджіо, гармонію, контрапункт, фугу, історію церковного співу, а також гру на фортепіано і скрипці .
Хто складав іспит за один рік навчання, отримував атестат регента 3-го розряду (з правом навчання «ненотному співу»); за два курси — регента 2-го розряду (з правом навчання партесному співу); за трирічний курс — регента 1-го розряду (з правом навчання партесному співу і «створення композицій»). Атестат регента отримували також випускники повного курсу Синодального училища церковного співу в Москві.